# Nazionale femminile di calcio dei Paesi Bassi
La nazionale femminile di calcio dei Paesi Bassi (in olandese Nederlands vrouwenvoetbalelftal) è la rappresentativa calcistica femminile internazionale dei Paesi Bassi, gestita dalla locale federazione calcistica (KNVB).
In base alla classifica emessa dalla FIFA il 12 giugno 2025, la nazionale femminile occupa l'11º posto del FIFA/Coca-Cola Women's World Ranking.
Come membro dell'UEFA, partecipa a vari tornei di calcio internazionali, come al campionato mondiale FIFA, campionato europeo UEFA, ai Giochi olimpici estivi e ai tornei a invito come l'Algarve Cup o la Cyprus Cup. Ha vinto l'Europeo 2017, disputato in casa. Con questo risultato, i Paesi Bassi sono diventati la seconda nazione, dopo la Germania, ad aver vinto l'Europeo di calcio sia con la nazionale maschile che con la nazionale femminile. Ha vinto anche l'Algarve Cup nel 2018, in condivisione con la Svezia (il trofeo è stato assegnato congiuntamente, per la mancata disputa della finale a causa delle avverse condizioni meteorologiche). Nel mondiale 2019, alla seconda partecipazione, la squadra disputa un buon torneo, arrivando a giocare la finale contro gli Stati Uniti che, però, hanno la meglio, e le sconfiggono per 2-0.

## Storia

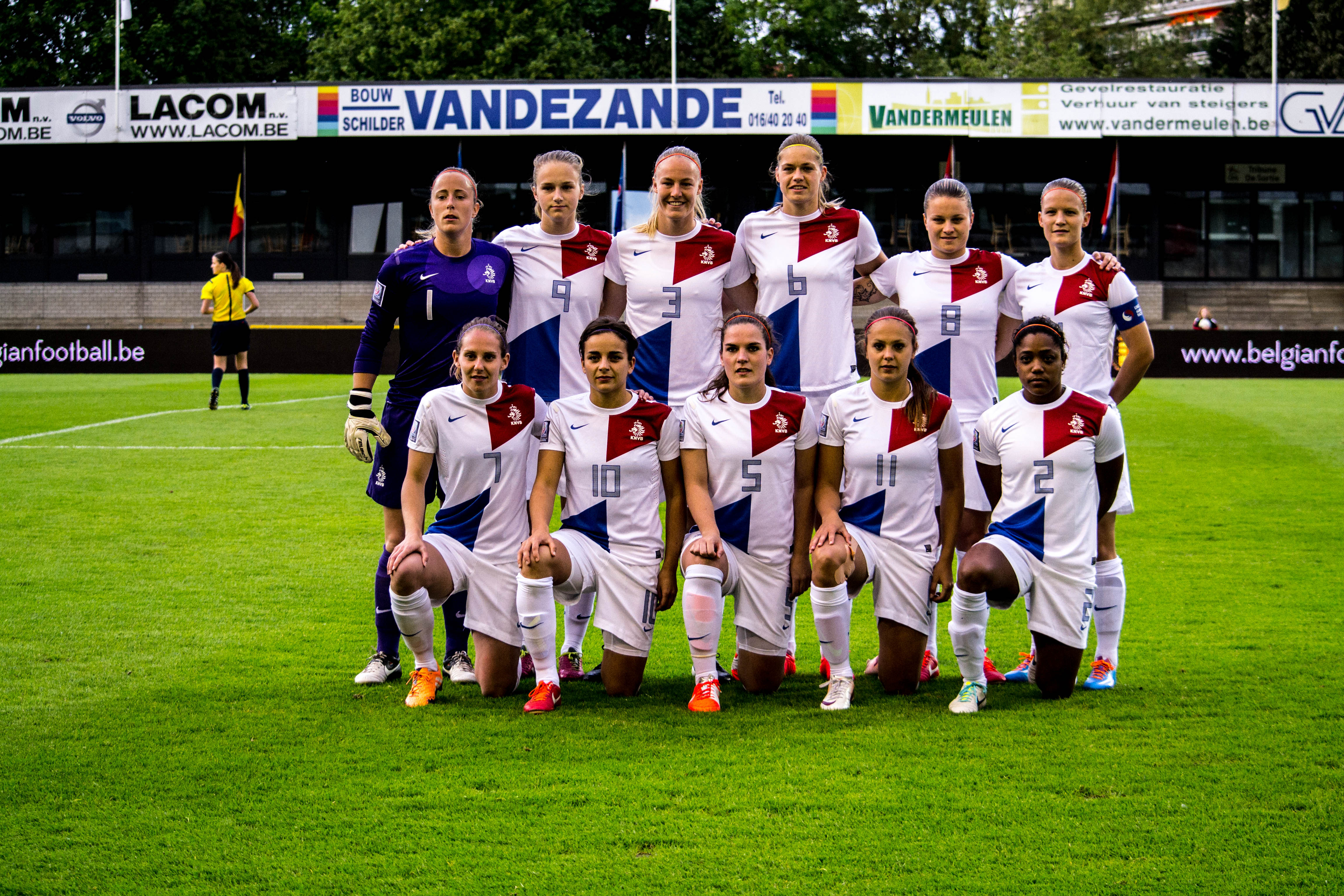
Formazione dei Paesi Bassi prima di una partita contro il nel maggio 2014.

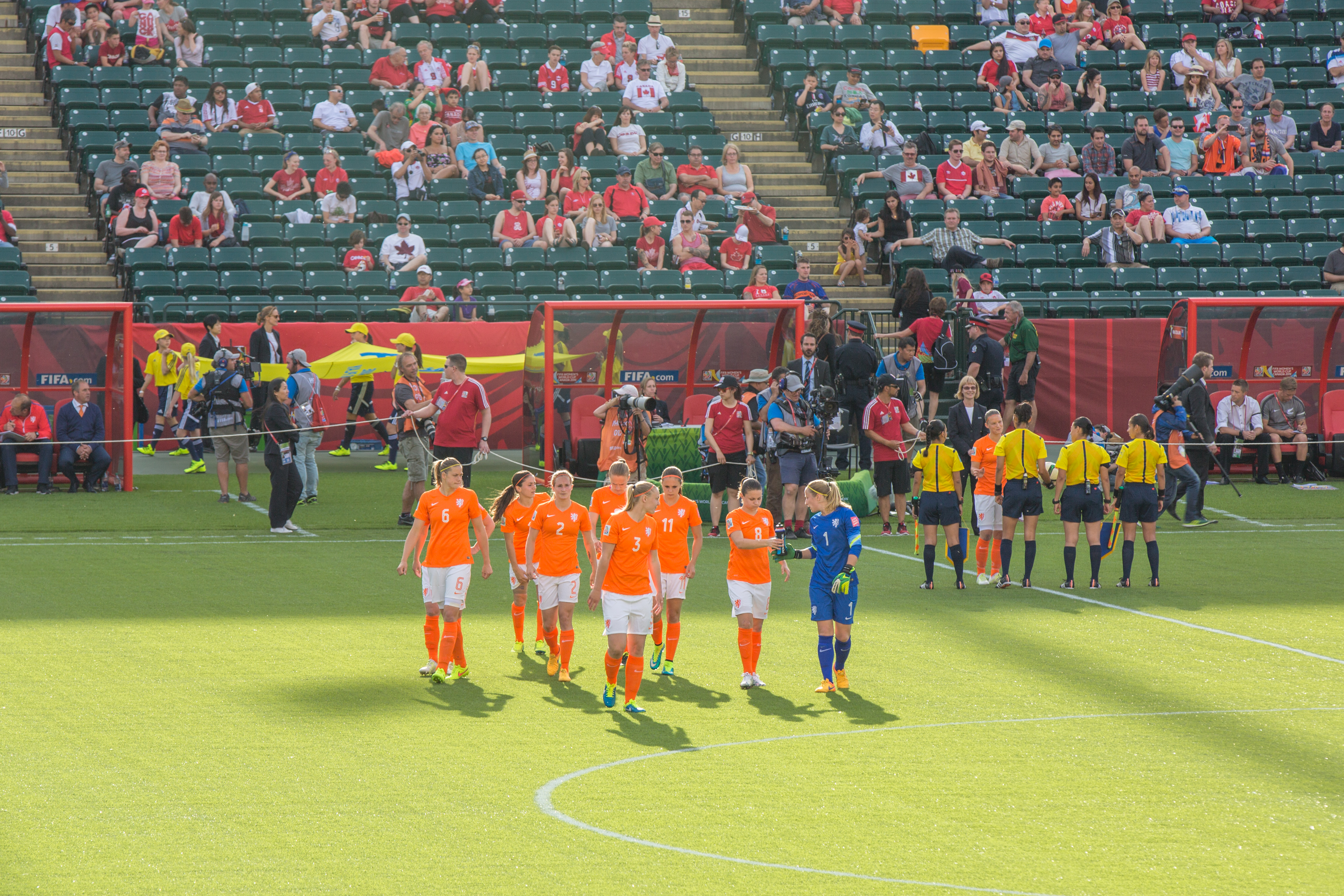
Calciatrici olandesi al campionato mondiale 2015 in occasione della partita contro la.

Il 23 settembre 1956 una rappresentativa nazionale dei Paesi Bassi disputò un primo incontro non ufficiale con la nazionale della Germania Ovest a Essen, perdendo per 2-1. Il 17 aprile 1971 venne disputata la prima partita della rappresentativa nazionale di calcio femminile dei Paesi Bassi, riconosciuta dalla FIFA, contro la nazionale francese. partita vinta dalle francesi per 4-1. La partita amichevole venne disputata ad Hazebrouck e vinta dalle francesi per 4-1. Il 9 settembre 1973 arrivò la prima partita della nazionale dei Paesi Bassi sotto l'egida della KNVB: la partita vide prevalere la nazionale inglese per 1-0. L'anno successivo arrivò la prima vittoria, per 3-0, contro la Svizzera. Per tutti gli anni ottanta, novanta e primi 2000 la nazionale olandese prese parte ai tornei di qualificazione sia ai campionati europei sia ai campionati mondiali, senza riuscire a conquistare l'accesso alle fasi finali. Nel dicembre 1990 la nazionale olandese perse lo spareggio contro la Danimarca, venendo sconfitta per 1-0 in casa dopo i tempi supplementari, mancando così l'accesso alle fasi finali sia del campionato europeo 1991 sia del campionato mondiale 1991, alla sua prima edizione.
Il 2009 rappresentò un anno di svolta per il calcio femminile nei Paesi Bassi. Nell'ottobre 2008 la nazionale olandese aveva superato la Spagna nei play-off delle qualificazioni al campionato europeo 2009, grazie alle reti di Karin Stevens nel doppio confronto, accedendo per la prima volta alla fase finale del torneo continentale. La nazionale guidata da Vera Pauw venne sorteggiata nel girone A, assieme alle padrone di casa della Finlandia, alla Danimarca e all'Ucraina, anch'essa all'esordio nel torneo. Le olandesi vinsero la partita d'esordio contro le ucraine per 2-0, vennero poi sconfitte dalle finlandesi per 2-1, e chiusero il girone battendo le danesi per 2-1, concludendo al secondo posto e accedendo alla fase a eliminazione diretta. Nei quarti di finale le olandesi continuarono a stupire, superando la Francia dopo i tiri di rigore. Il cammino si interruppe a pochi minuti dalla fine dei tempi supplementari nella semifinale contro l'Inghilterra, vinta da quest'ultime per 2-1, ma lasciando alle olandesi il terzo posto nel torneo a pari merito con la Norvegia. Dopo aver mancato la qualificazione al campionato mondiale 2011, le olandesi si qualificarono al campionato europeo 2013 come migliore seconda dei gironi di qualificazione. Nella fase finale del torneo continentale europeo le olandesi non replicarono le prestazioni dell'edizione precedente, venendo eliminate nella fase a gironi, avendo concluso all'ultimo posto con un pareggio contro la Germania e due sconfitte subite da Norvegia e Islanda.
Nel 2015 arrivò la prima storica partecipazione al campionato mondiale. Dopo aver concluso al secondo posto il proprio girone di qualificazione, i Paesi Bassi vennero ammessi ai play-off che avrebbero assegnato un posto per la partecipazione al campionato mondiale 2015: le olandesi superarono prima la Scozia e poi l'Italia, qualificandosi alla fase finale del torneo per la prima volta. Al mondiale canadese i Paesi Bassi vennero sorteggiati nel girone A assieme alle padrone di casa del Canada, alla Cina e alla Nuova Zelanda. La partita d'esordio contro le neozelandesi vide le olandesi prevalere per 1-0 grazie alla rete realizzata da Lieke Martens. Dopo aver perso contro la Cina per 1-0, i Paesi Bassi pareggiarono a pochi minuti dalla fine della partita col Canada, concludendo il girone al terzo posto, e venendo ammessi alla fase a eliminazione diretta come seconda migliore terza. Negli ottavi di finale i Paesi Bassi vennero eliminati dalle campionesse in carica del Giappone per 2-1, concludendo così la loro avventura al campionato mondiale.
Nel 2017 i Paesi Bassi ospitarono i campionati europei e la nazionale venne qualificata di diritto. Inserita nel girone A con Danimarca, Belgio e Norvegia, la nazionale olandese, guidata da Sarina Wiegman, vinse tutte e tre le partite, avanzando alla fase a eliminazione diretta. Nei quarti di finale le olandesi superarono la Svezia per 2-0, mentre in semifinale superarono l'Inghilterra con un netto 3-0. In finale i Paesi Bassi affrontarono la Danimarca, che nei quarti aveva eliminato la Germania, vincitrice dei sei campionati europei precedenti. Nella finale, disputatasi il 6 agosto 2017 allo stadio De Grolsch Veste di Enschede, i Paesi Bassi superarono la Danimarca per 4-2, grazie alla doppietta di Vivianne Miedema e alle reti di Lieke Martens e Sherida Spitse, vincendo il campionato europeo per la prima volta nella loro storia. Nel 2018 arrivò anche la vittoria dell'Algarve Cup 2018 a pari merito con la Svezia, dopo che la finale venne cancellata a causa della pioggia torrenziale che ne aveva impedito la disputa.
Nelle qualificazioni al campionato mondiale 2019 i Paesi Bassi conclusero il proprio raggruppamento al secondo posto dietro alla Norvegia, venendo così ammessi ai play-off che assicuravano un solo posto al campionato mondiale. Le olandesi, guidate sempre da Sarina Wiegman, superarono prima la Danimarca e poi la Svizzera, conquistando l'accesso alla fase finale del torneo per la seconda edizione consecutiva. Al campionato mondiale di Francia 2019 i Paesi Bassi, sorteggiati nel girone E assieme a Canada, Camerun e Nuova Zelanda, hanno vinto tutte e tre le partite del girone, qualificandosi per la fase a eliminazione diretta come prima classificata. Negli ottavi di finale le olandesi hanno incontrato il Giappone nella riedizione della sfida degli ottavi del torneo 2015, ma in questa occasione hanno prevalso le olandesi per 2-1. Nei quarti di finale hanno superato l'Italia 2-0 ed in semifinale la Svezia, che nei quarti aveva eliminato la Germania (prima vittoria svedese sulle tedesche dopo 24 anni), 1-0 dopo i supplementari, raggiungendo la finale alla loro seconda partecipazione al Mondiale. In finale affronteranno gli Stati Uniti campioni del mondo in carica. Quella olandese è la quarta nazionale europea (dopo Norvegia, Germania, Svezia) a raggiungere la finale nel mondiale femminile. La nazionale olandese è stata poi battuta in finale 2-0 dagli Stati Uniti. Con questo risultato l'Olanda diventa la seconda nazione europea, dopo la Svezia, ad aver disputato almeno una finale nel mondiale di calcio sia a livello maschile che femminile senza riuscire a vincere il trofeo.

## Partecipazione ai tornei internazionali
Legenda: Grassetto: Risultato migliore, Corsivo: Mancate partecipazioni

## Selezionatori

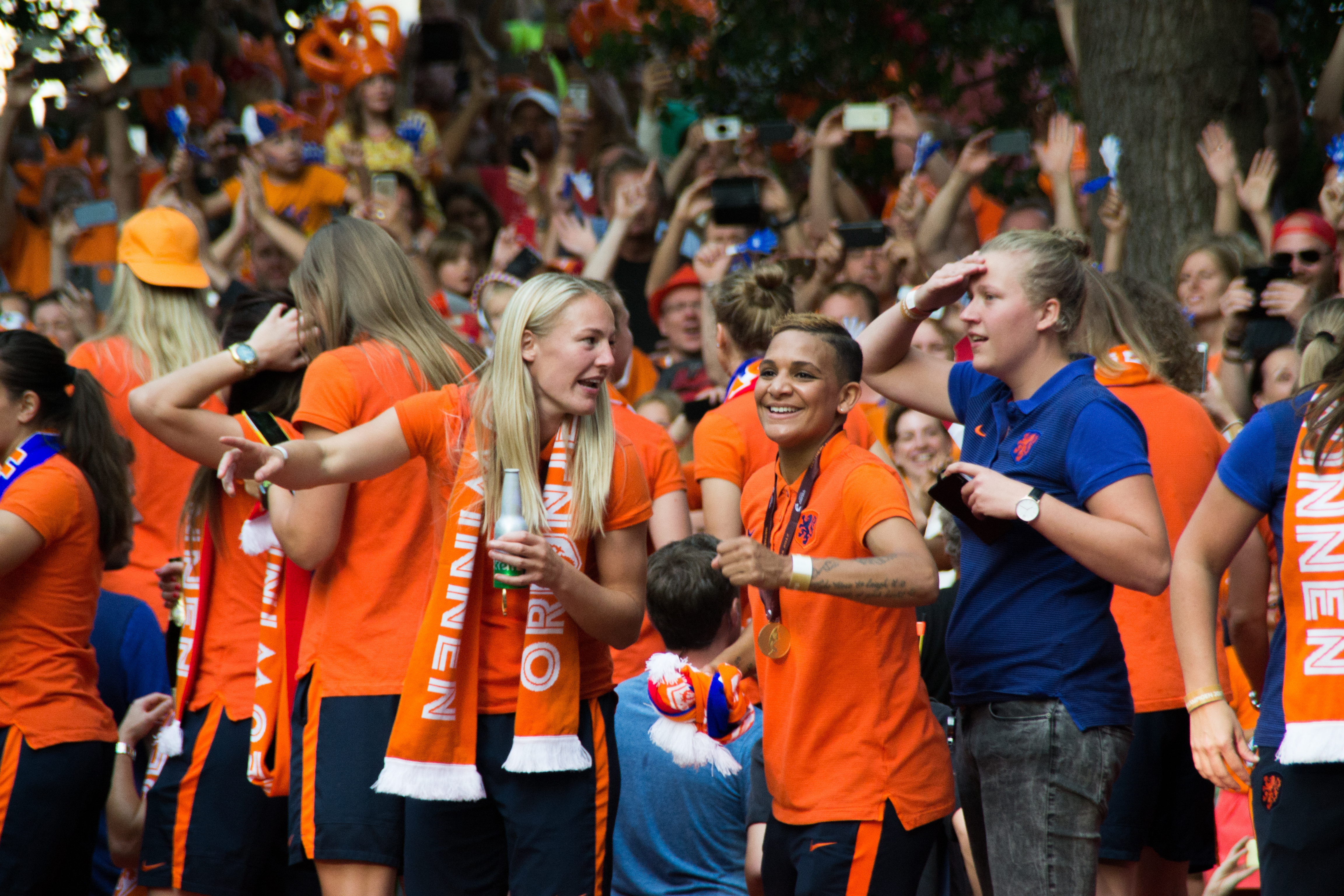
Le calciatrici della nazionale che festeggiano la vittoria del campionato europeo 2017.

Lista dei selezionatori della nazionale olandese.
- 1972-1973:  Siem Plooyer
- 1973-1974:  Bert Wouterse
- 1974-1975:  Ger Blok
- 1975-1977:  Ron Groenewoud
- 1977-1978:  Ruud de Groot
- 1979-1987:  Bert van Lingen
- 1987:  Nick Labohm
- 1987:  Dick Advocaat
- 1987-1989:  Piet Buter
- 1989-1992:  Bert van Lingen
- 1992-1995:  Jan Derks
- 1995-2001:  Ruud Dokter
- 2001:  Andries Jonker (ad interim)
- 2001-2004:  Frans de Kat
- 2004:  Remy Reynierse (ad interim)
- 2004-2010:  Vera Pauw
- 2010:  Ed Engelkes (ad interim)
- 2010-2015:  Roger Reijners
- 2015:  Sarina Wiegman (ad interim)
- 2015-2016:  Arjan van der Laan
- 2016-2021:  Sarina Wiegman
- 2021-2022:  Mark Parsons
- 2022-:  Andries Jonker

## Palmarès
- Campionato d'Europa: 1

2017
- Algarve Cup: 1

2018

## Tutte le rose

### Campionato mondiale
Coppa del Mondo FIFA 20151 Geurts, 2 van Lunteren, 3 van der Gragt, 4 van den Berg, 5 Hogewoning, 6 Dekker, 7 Melis, 8 Spitse, 9 Miedema, 10 van de Donk, 11 Martens, 12 Bito, 13 Janssen, 14 Hoogendijk, 15 van Dongen, 16 van Veenendaal, 17 Middag, 18 van Erp, 19 van de Ven, 20 Roord, 21 Lewerissa, 22 van de Sanden, 23 Christ, CT: Reijners
Coppa del Mondo FIFA 20191 van Veenendaal, 2 van Lunteren, 3 van der Gragt, 4 van Dongen, 5 van Es, 6 Dekker, 7 van de Sanden, 8 Spitse, 9 Miedema, 10 van de Donk, 11 Martens, 12 Pelova, 13 R. Jansen, 14 Groenen, 15 Kaagman, 16 Kop, 17 E. Jansen, 18 Kerkdijk, 19 Roord, 20 Bloodworth, 21 Beerensteyn, 22 van der Most, 23 Geurts, CT: Wiegman
Coppa del Mondo FIFA 20231 van Domselaar, 2 Wilms, 3 van der Gragt, 4 Nouwen, 5 van Dongen, 6 Roord, 7 Beerensteyn, 8 Spitse, 9 Snoeijs, 10 van de Donk, 11 Martens, 12 Baijings, 13 Jansen, 14 Groenen, 15 Dijkstra, 16 Kop, 17 Pelova, 18 Casparij, 19 Kaptein, 20 Janssen, 21 Egurrola, 22 Brugts, 23 Weimar, CT: Jonker

### Campionato europeo
Campionato d'Europa UEFA 20091 Geurts, 2 Bito, 3 Koster, 4 Meulen, 5 Hogewoning, 6 Hoogendijk, 7 Kiesel-Griffioen, 8 Van de Ven, 9 Melis, 10 Stevens, 11 Smit, 12 Brummel, 13 Christ, 14 De Boer, 15 van den Heiligenberg, 16 Dugardein, 17 Spitse, 18 De Vries, 19 Pieëte, 20 van Dalen, 21 de Ridder, 22 van de Sanden, CT: Pauw
Campionato d'Europa UEFA 20131 Geurts, 2 Bito, 3 Koster, 4 van Dongen, 5 van den Heiligenberg, 6 Hoogendijk, 7 van de Ven, 8 Spitse, 9 Melis, 10 van de Donk, 11 Martens, 12 Heuver, 13 Smit, 14 Slegers, 15 Stentler, 16 van Veenendaal, 17 Worm, 18 Dekker, 19 Versteegt, 20 van Lunteren, 21 de Ridder, 22 Roelvink, 23 Christ, CT: Reijners
Campionato d'Europa UEFA 20171 van Veenendaal, 2 van Lunteren, 3 van der Gragt, 4 van den Berg, 5 van Es, 6 Dekker, 7 van de Sanden, 8 Spitse, 9 Miedema, 10 van de Donk, 11 Martens, 12 Roord, 13 Jansen, 14 Groenen, 15 Folkertsma, 16 Christ, 17 Zeeman, 18 Lewerissa, 19 van den Bulk, 20 Janssen, 21 Beerensteyn, 22 van der Most, 23 Geurts, CT: Wiegman
Campionato d'Europa UEFA 20221 van Veenendaal/Weimar, 2 Nouwen, 3 van der Gragt, 4 van Dongen, 5 Wilms, 6 Roord, 7 Beerensteyn, 8 Spitse, 9 Miedema, 10 van de Donk, 11 Martens, 12 Pelova, 13 Jansen, 14 Groenen, 15 Dijkstra, 16 van Domselaar, 17 Leuchter, 18 Casparij, 19 Olislagers, 20 Janssen, 21 Egurrola, 22 Brugts, 23 Lorsheijd, CT: Parsons
Campionato d'Europa UEFA 20251 Van Domselaar, 2 Wilms, 3 Dijkstra, 4 Buurman, 5 Leuchter, 6 Roord, 7 Beerensteyn, 8 Spitse, 9 Miedema, 10 Van de Donk, 11 Brugts, 12 Grant, 13 Jansen, 14 Groenen, 15 Snoeijs, 16 Kop, 17 Pelova, 18 Casparij, 19 Kaptein, 20 Janssen, 21 Egurrola, 22 Van der Zanden, 23 De Jong, CT: Jonker

### Giochi olimpici
Calcio ai Giochi Olimpici Estivi 20201 van Veenendaal, 2 Wilms, 3 van der Gragt, 4 Nouwen, 5 van Dongen, 6 Roord, 7 van de Sanden, 8 Smits, 9 Miedema, 10 van de Donk, 11 Martens, 12 Folkertsma, 13 Pelova, 14 Groenen, 15 van Es, 16 Kop, 17 Janssen, 18 Beerensteyn, 19 Jansen, 20 Kaagman, 21 Dekker, 22 Geurts, CT: Wiegman

## Rosa
Lista delle 23 giocatrici convocate dal selezionatore Andries Jonker per il campionato europeo 2025. Presenze e reti aggiornate al momento della convocazione.
|  | P | Daniëlle de Jong     | 11 ottobre 2002 (22 anni)  | 1   | 0  | Twente                |  |  |
|  | P | Lize Kop             | 17 marzo 1998 (27 anni)    | 15  | 0  | Tottenham             |  |  |
|  | P | Daphne van Domselaar | 6 marzo 2000 (25 anni)     | 33  | 0  | Arsenal               |  |  |
|  |   |                      |                            |     |    |                       |  |  |
|  | D | Veerle Buurman       | 21 aprile 2006 (19 anni)   | 5   | 1  | PSV                   |  |  |
|  | D | Kerstin Casparij     | 19 agosto 2000 (24 anni)   | 44  | 0  | Manchester City       |  |  |
|  | D | Caitlin Dijkstra     | 30 gennaio 1999 (26 anni)  | 26  | 1  | Wolfsburg             |  |  |
|  | D | Dominique Janssen    | 17 gennaio 1995 (30 anni)  | 124 | 6  | Manchester United     |  |  |
|  | D | Lynn Wilms           | 10 marzo 2000 (25 anni)    | 52  | 1  | Wolfsburg             |  |  |
|  | D | Ilse van der Zanden  | 25 luglio 1995 (29 anni)   | 4   | 0  | Utrecht               |  |  |
|  |   |                      |                            |     |    |                       |  |  |
|  | C | Damaris Egurrola     | 26 agosto 1999 (25 anni)   | 40  | 7  | Olympique Lione       |  |  |
|  | C | Jackie Groenen       | 17 dicembre 1994 (30 anni) | 124 | 10 | Paris Saint-Germain   |  |  |
|  | C | Wieke Kaptein        | 29 agosto 2005 (19 anni)   | 20  | 2  | Chelsea               |  |  |
|  | C | Victoria Pelova      | 3 giugno 1999 (26 anni)    | 59  | 4  | Arsenal               |  |  |
|  | C | Jill Roord           | 22 aprile 1997 (28 anni)   | 107 | 30 | Manchester City       |  |  |
|  | C | Sherida Spitse       | 29 maggio 1990 (35 anni)   | 243 | 46 | Ajax                  |  |  |
|  | C | Daniëlle van de Donk | 5 agosto 1991 (33 anni)    | 167 | 38 | London City Lionesses |  |  |
|  |   |                      |                            |     |    |                       |  |  |
|  | A | Lineth Beerensteyn   | 11 ottobre 1996 (28 anni)  | 114 | 39 | Wolfsburg             |  |  |
|  | A | Esmee Brugts         | 28 luglio 2003 (21 anni)   | 45  | 10 | Barcellona            |  |  |
|  | A | Chasity Grant        | 19 aprile 2001 (24 anni)   | 16  | 1  | Aston Villa           |  |  |
|  | A | Renate Jansen        | 7 dicembre 1990 (34 anni)  | 70  | 8  | PSV                   |  |  |
|  | A | Romée Leuchter       | 12 gennaio 2001 (24 anni)  | 23  | 5  | Paris Saint-Germain   |  |  |
|  | A | Vivianne Miedema     | 15 luglio 1996 (28 anni)   | 124 | 97 | Manchester City       |  |  |
|  | A | Katja Snoeijs        | 31 agosto 1996 (28 anni)   | 38  | 12 | Everton               |  |  |

## Record individuali
Dati aggiornati al 3 giugno 2025. In grassetto le calciatrici ancora in attività con la maglia della nazionale.
| #  | Giocatore                  | Periodo   | Pres. | Reti |
| -- | -------------------------- | --------- | ----- | ---- |
| 1  | Sherida Spitse             | 2006-     | 243   | 46   |
| 2  | Daniëlle van de Donk       | 2010-     | 167   | 38   |
| 3  | Lieke Martens              | 2011-2024 | 160   | 62   |
| 4  | Annemieke Kiesel-Griffioen | 1995-2011 | 156   | 19   |
| 5  | Dyanne Bito                | 2000-2015 | 146   | 6    |
| 6  | Marleen Wissink            | 1989-2006 | 141   | 0    |
| 7  | Daphne Koster              | 1997-2013 | 139   | 7    |
| 8  | Manon Melis                | 2005-2016 | 136   | 59   |
| 9  | Loes Geurts                | 2005-2020 | 125   | 0    |
| 10 | Vivianne Miedema           | 2013-     | 124   | 97   |

| #  | Giocatore             | Periodo   | Reti | Pres. | Reti/pr. |
| -- | --------------------- | --------- | ---- | ----- | -------- |
| 1  | Vivianne Miedema      | 2013-     | 97   | 124   | 0,78     |
| 2  | Lieke Martens         | 2011-2024 | 62   | 160   | 0,39     |
| 3  | Manon Melis           | 2005-2016 | 59   | 136   | 0,43     |
| 4  | Sherida Spitse        | 2006-     | 46   | 243   | 0,19     |
| 5  | Lineth Beerensteyn    | 2015-     | 39   | 114   | 0,34     |
| 6  | Daniëlle van de Donk  | 2010-     | 38   | 167   | 0,23     |
| 7  | Sylvia Smit           | 2004-2013 | 30   | 106   | 0,28     |
| 8  | Jill Roord            | 2015-     | 30   | 107   | 0,28     |
| 9  | Marjoke de Bakker     | 1979-1991 | 29   | 61    | 0,48     |
| 10 | Shanice van de Sanden | 2008-     | 21   | 97    | 0,22     |